# 九三学社云南省委员会
九三学社云南省委员会，简称九三学社云南省委、九三云南省委、云南九三学社，是九三学社在云南省的地方组织。